# Corredor de Vaján
El corredor de Vaján, también llamado corredor de Waján (en pastún: واخان دهلېز‎, romanizado: wāxān dahléz, en urdu: واخان راہداری; en persa: دالان واخان‎, romanizado: dâlân vâxân), es un estrecho corredor geográfico localizado en la cordillera del Pamir que conecta Afganistán con China. Pertenece a la provincia afgana de Badajshán y tiene frontera con Tayikistán, al norte, y Pakistán, al sur, además de China al este. 
La locución «corredor de Vaján» se utiliza en ocasiones erróneamente para referirse a toda la región del Vaján y también en sentido contrario y más restringido, para referirse solamente a la ruta que discurre a lo largo del río Panj y del río Vaján y que lleva hasta China; en este caso, la parte septentrional del Vaján se conoce entonces como el Pamir afgano (Afghan Pamir).

## Historia
Históricamente, la región de Vaján ha sido muy importante durante miles de años, ya que es donde se encuentran el extremo oriental de Asia central y Asia oriental. Antes de la llegada del islam la región estuvo en disputa entre el Tíbet y China.
El corredor, políticamente, fue creado al final del siglo XIX por el Imperio británico para impedir a Rusia llegar a la India durante la época conocida como El Gran Juego. En el lado norte del corredor, los acuerdos en 1873 entre Gran Bretaña y Rusia y en 1893 entre Gran Bretaña y Afganistán dividieron eficientemente el área histórica de Vaján haciendo que los ríos Panj y Pamir fuesen la frontera entre Afganistán y el entonces Imperio ruso. En su lado sur, la línea Durand fijada por acuerdo de 1893 marcó el límite entre la India británica y Afganistán. Esto dejó una estrecha franja de tierra como amortiguador entre los dos imperios, lo que a partir del siglo XX llegó a ser conocido como el corredor de Vaján.

## Geografía
El corredor de Vaján es una larga y delgada lengua de territorio o saliente de aproximadamente 220 km de largo y de entre 16 y 64 km de ancho. Pertenece a la provincia afgana de Badajšán y tiene las siguientes fronteras:
- Al norte, con Tayikistán, con la provincia autónoma de Gorno-Badakhshan.
- Al sur, con Pakistán, con la provincia de Jaiber Pajtunjuá (Khyber Pakhtunkhwa) y con Gilgit Baltistán, una de las dos entidades políticas de Cachemira que se encuentran bajo control de Pakistán y que es reclamada por India y China.
- Al este, con China, con la Región Autónoma Uigur de Sinkiang.

El corredor está escasamente poblado (apenas cuenta con 12000 habitantes), teniendo como principales habitantes al pueblo Wají y un pequeño número de kirguises. En su extremo oriental, el Wakhjir es un paso de montaña a través del Hindu Kush que tiene un máximo de 4.923 metros de altitud, y tiene la mayor diferencia horaria fronteriza del mundo: UTC+4:30 en Afganistán para UTC+8 en la República Popular de China. Aquí la frontera con China se encuentra entre las más altas del mundo y el paso está cerrado durante al menos cinco meses al año y se abre irregularmente durante el resto del año.
El río Pamir, emisario del lago Zorkul, forma la frontera norte del corredor. El río Vaján atraviesa el corredor llegando desde el este hasta Kala-i-Panj, uniéndose al río Pamir para convertirse en el río Panj.
En el sur, el corredor está limitado por las altas montañas del Hindu Kush, cruzadas hasta Pakistán por el paso Broghol, el paso Irshad y el ahora en desuso paso Dilisang.

## El corredor como ruta comercial
Aunque el terreno es muy accidentado, el corredor fue utilizado históricamente como una ruta comercial entre Badajshan y Yarkand. Parece que Marco Polo llegó a China por aquí y que el sacerdote jesuita portugués Bento de Goes cruzó desde Vaján a China entre 1602 y 1606. En mayo de 1906 Sir Aurel Stein exploró Vaján, e informó que en ese momento 100 caballos cargando mercancías cruzaban anualmente a China.
Los antiguos viajeros usaron una de tres rutas siguientes:
- Una ruta septentrional que remontaba el valle del río Pamir hasta el lago Zorkul, y que luego seguía hacia el este a través de las montañas hasta el valle del río Bartang (o Murghab en Tayikistán) y continuaba cruzando la cordillera Sarikol hasta China.
- Una ruta meridional remontando el valle del río Vaján hasta el paso Wakhjir con China. Este paso está cerrado durante al menos cinco meses al año y sólo se abre irregularmente el resto.[10]
- Una ruta central que se bifurcaba a partir de la ruta meridional a través del Pequeño Pamir hacia el valle del río Murghab.

Como ruta comercial, el Corredor ha estado cerrado al tráfico regular durante más de 100 años. No hay ninguna carretera moderna que atraviese el corredor, solo una carretera abrupta construida en la década de 1960, que va desde Ishkashim (Eškašem) a Sarhad-e Broghil y más allá solamente caminos. Hay unos 100 km desde el final de la carretera hasta la frontera con China en el paso de Wakhjir, y más al fondo está el Pamir Menor.
Townsend (2005) discute la posibilidad de que hubiera narcotráfico desde Afganistán a China a través del corredor de Vaján y del paso Wakhjir, pero concluye que, debido a las dificultades del viaje y al cruce de la frontera, incluso si dicho tráfico se produce, es menor en comparación con el realizado a través de la provincia autónoma de Gorno-Badakhshan de Tayikistán o incluso a través de Pakistán, ambos con rutas mucho más accesibles en China.
Afganistán ha pedido a China en varias ocasiones que abriese la frontera en el corredor Vaján por razones económicas, o como ruta alternativa de suministro para la lucha contra la insurgencia talibán. Sin embargo, China se ha resistido, en gran parte debido a los disturbios en Sinkiang, la provincia más occidental del país que bordea el corredor. A las autoridades chinas les preocupa que Afganistán se convierta en una base segura para el sector más extremista del pueblo uigur, de fe islámica, que lucha por la independencia de su región de China. En diciembre de 2009 se informó de que también los Estados Unidos habían pedido a China que abriese el Corredor.